# مارك كيرنز
مارك كيرنز (بالإنجليزية: Mark Cairns)‏ هو لاعب كرة قدم بريطاني، ولد في 25 سبتمبر 1969 في إدنبرة في المملكة المتحدة. لعب مع بونيس يونايتد ونادي بارتيك ثيسل ونادي بريتشين سيتي وهارت أوف ميدلوثيان.

## وصلات خارجية
- مارك كيرنز على موقع Soccerbase.com (لاعب) (الإنجليزية)